# Годане, Ахмед Абди
Ахмед Абди Годан — (сомал. Axmed Cabi Godane, араб. أحمد عبدي جودان‎; 10 июля 1977 — 1 сентября 2014), также известен как Мухтар Абу Зубейр, был Эмиром (лидером) Харакат аш-Шабаб, исламской группы, располагающейся в Сомали и имеющей связи с Аль-Каидой. Годан, получивший учебный и военный опыт в Афганистане, был причислен Соединёнными Штатами Америки к числу террористов. Он стал преемником Мухтара Робу, который занимал пост в течение нескольких месяцев после смерти Адена Айро. Годан был убит в ходе операции Соединённых Штатов, проводивших обстрелы с помощью дронов южных районов Сомали 1 сентября 2014 года.

## Ранние годы
Ахмед Абди Годан родился в городе Харгейса, Сомали 10 июля 1977 года. Он был представителем клана исаак из Северной Сомали, как и Ибрагим «Аль-Афгани» — другой известный лидер Аш-Шабаб, убитый сторонниками Годана в июле 2013 года. Он изучал Коран в Харгейсе, выигрывал гранты на обучение в Судане и Пакистане. Во время обучения был отличником, многие даже называли его вундеркиндом. Вёл спокойную, праведную жизнь, имеются сведения о том, что он занимался поэзией.
Во время пребывания в регионе Сомалиленд в Сомали Годан работал в Аль-Баракат, компании, специализировавшейся на денежных переводах. В это время Годан был обвинен в причастности к убийству британской пары — Дика и Энид Аенгтон, — которые возглавляли школу в том регионе. Они были сотрудниками гуманитарной миссии в Сомали. Среди их учеников были три дочери Нельсона Манделы, который остался близким другом семьи, а также дети архиепископа Десмонда Туту, и будущий свазилендский король, Мсвати III.

## Союз исламских судов
В 2006 году Годан занял пост секретаря Исполнительной палаты Союза исламских судов, который в то время возглавлял Шариф Ахмед — бывший президент Переходного Федерального Государства Сомали.

## Аш-Шабаб

### Аль-Каида
В сентябре 2009 года Годан появился на видео Аш-Шабаб, где предлагал свои услуги Бен Ладену. Видео стало своеобразным ответом Бен Ладену на его заявление в марте 2009 года, в котором он призывал сомалийцев свергнуть новоизбранного президента Сомали Шарифа Ахмеда. В январе 2010 года Годан, выступая от лица Аш-Шабаб, сделал повторное заявление о поддержке Аль-Каиды и заявил, что группировка «согласна присоединиться к международному джихаду Аль-Каиды». За эту поддержку Аль-Каиды, правительство Соединённых Штатов объявило награду в 7 миллионов долларов за информацию, способствующую поимке Годана.

### Противоречия с Аш-Шабаб
Годан и его близкий друг Ибрахим Хажи Жама Миад (он же Ибрахим Аль-Афгани) одновременно достигли повышения в Аш-Шабаб, но, несмотря на их близкие отношения, они видели будущее Аш-Шабаб абсолютно разным. Это привело к разногласиям внутри организации и отдалению многих старых друзей Годана, поскольку его транснациональная политика стала очевидной.

## Смерть
В августе 2014 года правительством Сомали была запущена Операция «Индийский океан» по зачистке оставшихся повстанческих очагов сопротивления в отдалённых районах. 1 сентября 2014 года в результате операции Соединенных Штатов по обстрелу с помощью беспилотных летательных средств был убит лидер Аш-Шабаб Ахмед Годан. Правительство Соединённых Штатов охарактеризовало эту потерю группировки как важную и судьбоносную. Правительство Сомали в свою очередь объявило 45-дневную амнистию всем имеющим отношение к этой военной организации.
По мнению политологов, гибель главнокомандующего группировки скорее всего приведет к расформированию Аш-Шабаб и, в конечно счёте, к распаду организации.
2 сентября 2014 года Аш-Шабаб подтвердил данные о том, что Ахмед Годан передвигался в одном из двух автомобилей, которые были поражены американской ракетой AGM-114 «Хеллфаер» в результате воздушной атаки днём ранее. Но изначально не было сведений о том, был ли Годан среди шести убитых боевиков. Автомобили двигались по направлению к прибрежному городу Барауэ, где находится главная база Аш-Шабаб.
5 сентября 2014 года в ходе саммита НАТО 2014 г. в Ньюпорте Пентагон подтвердил, что Годан был убит в результате обстрела. 6 сентября 2014 Аш-Шабаб официально признал смерть Годана и объявил Ахмада Умара его преемником.